# Anatolivka, Dobrovelîcikivka
Anatolivka (în ucraineană Анатолівка) este un sat în comuna Markove din raionul Dobrovelîcikivka, regiunea Kirovohrad, Ucraina.

## Demografie
Componența lingvistică a localității Anatolivka
     Ucraineană (90%)
     Română (6,67%)
     Rusă (3,33%)
Conform recensământului din 2001, majoritatea populației localității Anatolivka era vorbitoare de ucraineană (90%), existând în minoritate și vorbitori de română (6,67%) și rusă (3,33%).